# Eduard Maratowitsch Absalimow
Eduard Maratowitsch Absalimow (russisch Эдуард Маратович Абзалимов; * 9. März 1984 in Miass, Oblast Tscheljabinsk) ist ein russischer Boxer. Er war Vize-Weltmeister 2009 und Europameister 2010 im Bantamgewicht.

## Werdegang
Absalimow ist Russischer Kadettenmeister im Fliegengewicht des Jahres 2000. 2001 wurde er Russischer Juniorenmeister im Fliegengewicht und gewann in dieser Gewichtsklasse auch die Goldmedaille bei den Junioren-Europameisterschaften 2001 in Sarajevo. 2002 wurde er Russischer Juniorenmeister im Bantamgewicht und gewann bei den Junioren-Weltmeisterschaften 2002 in Santiago die Silbermedaille in derselben Gewichtsklasse.
2008 wurde er Russischer Meister und nahm an den Europameisterschaften in Liverpool teil, wo er im Viertelfinale knapp mit 2:3 gegen den späteren Olympiasieger Luke Campbell unterlag. Bei den Weltmeisterschaften 2009 in Mailand besiegte er unter anderem Heorhij Tschyhajew, Chatchai Butdee und John Nevin, ehe er erst im Finale gegen Detelin Dalakliew verlor und somit Vize-Weltmeister wurde.
2010 gewann er noch die Europameisterschaften in Moskau, als ihm Siege gegen Marcel Schneider, Răzvan Andreiana, Gamal Yafai und Heorhij Tschyhajew gelungen waren. 2011/12 boxte er für das Team Dynamo Moscow in der World Series of Boxing.
Darüber hinaus wurde Absalimow Russischer Vizemeister der Jahre 2004, 2005, 2010 und 2013, sowie Dritter in den Jahren 2011, 2012, 2014, 2015, 2017, 2018 und 2019.